# Wischnjowoje (Kaliningrad, Gwardeisk)
Wischnjowoje (russisch Вишнёвое, deutsch Kapkeim) ist ein Ort in der russischen Oblast Kaliningrad. Er gehört zur kommunalen Selbstverwaltungseinheit Stadtkreis Gwardeisk im Rajon Gwardeisk.

## Geographische Lage
Wischnjowoje liegt 21 Kilometer östlich der Stadt Kaliningrad (Königsberg) und elf Kilometer südwestlich von Gwardeisk (Tapiau) an der Regionalstraße 27A-025 (ex R508). Der Ort erstreckt sich auch längs eines Landwegs in südlicher Richtung zur Ortsstelle des nicht mehr existenten Dörfchens Baidukowo (Bärenbruch). Die nächste Bahnstation ist Oserki-Nowyje an der Bahnstrecke Kaliningrad–Tschernyschewskoje (Königsberg–Eydtkuhnen/Eydtkau) – Teilstück der einstigen Preußischen Ostbahn – zur Weiterfahrt nach Litauen und ins russische Kernland.

## Ortsname
Der Name „Kapkeim“ (litauisch „Kapkaimis“) leitet sich ab von einem Mann namens „Kabe“, und „-keim“ („kaimis“) ist das prußische Wort für „Dorf“. Es handelt sich also um „das Dorf des Kabe“.

## Geschichte
Der bis 1946 Kapkeim genannte Ort wurde 1388 als prußisches Dorf gegründet. Ein späterer Besitzer war Christoph von Wegner, dem Hochmeister Heinrich von Richtenberg im Jahre 1473 in Kapkeim Land verschrieb, gefolgt von Ambrosius von Windekaym gen. Perbandt. Die Familie Perbandt war im Samland sehr angesehen und leistete später Herzog Albrecht von Brandenburg gute Dienste in hohen Ämtern. Im 17. Jahrhundert war Kapkeim im Besitz des Johann Friedrich von Droste (* 1678), preußischer Tribunalsherr und Erbherr auf den Gütern Linkehnen, Starkenberg und Kapkeim, verheiratet mit Sophia-Charlotte von Besser (Adelsgeschlecht). Johann Friedrich von Droste stammte aus einer ostpreußischen Linie des westfälischen Adelsgeschlechts Droste zu Hülshoff.
Am 13. Juni 1874 wurde Kapkeim Sitz und namensgebender Ort für einen neu errichteten Amtsbezirk im Kreis Wehlau im Regierungsbezirk Königsberg der preußischen Provinz Ostpreußen, der bis 1928 bestand. In diesen Amtsbezirk war die Landgemeinde Groß Liedersdorf (heute nicht mehr existent) und der Gutsbezirk Kapkeim eingegliedert. Groß Liedersdorf wurde 1905 in den Gutsbezirk Bärenbruch (russisch: Baidukowo, nicht mehr existent) überführt. 
Im 19. Jahrhundert befand sich das Gut Kapkeim im Besitz einer Familie Heubach, deren Erbe Arnold Heubach (1857–1923) sich durch eine sehr erfolgreiche Landbewirtschaftung auszeichnete. Sein Sohn Horst Heubach allerdings geriet in den 1920er Jahren in wirtschaftliche Probleme und musste das Gut einer Siedlungsgesellschaft übergeben, die das Land an Neusiedler aufteilte. 
Im Jahre 1910 zählte Kapkeim 296 Einwohner. Anfang des 20. Jahrhunderts entstand auch das schlossartige neobarocke Gutshaus mit einem großen Musiksaal. Er reichte über zwei Etagen und verfügte über zwei Flügel und verschiedene andere Musikinstrumente, darunter auch eine Orgel.
Die Gutsbezirke Bärenbruch und Kapkeim wurden am 30. September 1928 nach Gauleden (heute russisch: Tumanowka) eingegliedert und kamen damit in den Amtsbezirk Starkenberg (russisch nach 1946 Krasnoborskoje, jetzt: Krasny Bor). Der Amtsbezirk Kapkeim hörte auf zu bestehen. 
In Folge des Zweiten Weltkriegs wurde Kapkeim mit dem nördlichen Ostpreußen 1945 der Sowjetunion zugeordnet. 1947 erhielt der Ort die russische Bezeichnung „Wischnjowoje“ und wurde gleichzeitig dem Dorfsowjet Oserski selski Sowet im Rajon Gwardeisk zugeordnet. Von 2005 bis 2014 gehörte Wischnjowoje zur Landgemeinde Oserkowskoje selskoje posselenije und seither zum Stadtkreis Gwardeisk.

## Kirche
Der weitaus größte Teil der Kapkeimer Bevölkerung war vor 1945 evangelischer Konfession. Der Ort war in das Kirchspiel der Kirche Starkenberg (russisch nach 1946: Krasnoborskoje, jetzt: Krasny Bor) eingepfarrt. Es gehörte zum Kirchenkreis Wehlau (heute russisch: Snamensk) in der Kirchenprovinz Ostpreußen der Kirche der Altpreußischen Union. Heute liegt Wischnjowoje im Einzugsbereich der in den 1990er Jahren neu entstandenen evangelisch-lutherischen Gemeinde in Gwardeisk (Tapiau), einer Filialgemeinde der Auferstehungskirche in Kaliningrad (Königsberg) in der Propstei Kaliningrad der Evangelisch-lutherischen Kirche Europäisches Russland. 

## Persönlichkeiten des Ortes

### Söhne und Töchter des Ortes
- Oskar Negt (1934–2024), deutscher Sozialphilosoph, geboren in Kapkeim

### Mit dem Ort verbunden
- Henning Wegner (1584–1636), deutscher Rechtswissenschaftler, Erbherr auf Kapkeim